# 剑桥 (明尼苏达州)
劍橋（英語：Cambridge）是一個位於美國明尼蘇達州伊善提縣的都市。根據2010年美國人口普查，該地共人口8677人，而該地的面積約為19.89平方千米。同時該地也是伊善提縣的縣治。

## 地理
劍橋的座標為45°33′52″N 93°13′42″W / 45.56444°N 93.22833°W，而該地的平均海拔高度為293米（即961英尺）。